# Grzegorz Pfeifer
Grzegorz Pfeifer (ur. 2 lutego 1961) – polski grafik i projektant monet okolicznościowych. W latach 1985–1991 studiował na Akademii Sztuk Pięknych w Warszawie na wydziale Wzornictwa, dyplom w katedrze komunikacji wizualnej. Karierę rozwijał w agencjach reklamowych. W 2004 roku zostało otwarte muzeum ks. Jerzego Popiełuszki w Warszawie, którego był współtwórcą. Od 2009 roku pracuje również jako freelancer projektując monety okolicznościowe dla NBP.

## Monety Kolekcjonerskie NBP

### Projekt awers i rewers
- 25. rocznica męczeńskiej śmierci księdza Jerzego Popiełuszki 10zł i 37zł (2009)
- 90. rocznica Bitwy Warszawskiej 20zł (2010)
- Polskie Kluby Piłkarskie – Polonia Warszawa 5zł (2011)
- Powstania Śląskie 10zł (2011)
- Polacy ratujący Żydów – rodzina Ulmów, Kowalskich, Baranków 20zł (2012)
- Historia Polskiej Muzyki Rozrywkowej – Grzegorz Ciechowski 10zł (2014)
- Historia Polskiej Muzyki Rozrywkowej – Grzegorz Ciechowski 10zł kwadrat (2014)
- Polskie Kluby Piłkarskie – Legia Warszawa 5zł (2016)
- 760-lecie Towarzystwa Strzeleckiego Bractwo Kurkowe w Krakowie 10zł (2018)
- 100. rocznica wybuchu Powstania Wielkopolskiego 200zł (2018)
- Wyprawa wileńska 10zł (2019)
- 40-lecie NSZZ Solidarność 10zł (2020)
- 100. rocznica Konstytucji marcowej 10zł (2021)
- Wielcy polscy ekonomiści Tadeusz Brzesk 10zł (2021)
- Wielcy polscy ekonomiści Stanisław Lewiński 10zł (2022)
- 90. rocznica powstania Znaku Rodła 10zł kwadrat 10zł kwadrat (2022)
- 30. Rocznica wycofania wojsk sowieckich z Polski 10zł (2023)
- Pamięci więźniów warszawskiego Pawiaka 10zł (2024)

### Projekt tylko rewers
- 25. rocznica męczeńskiej śmierci księdza Jerzego Popiełuszki 2zł (2009)
- 90. rocznica Bitwy Warszawskiej 2zł (2010)
- Zwierzęta świata – borsuk (Meles meles) 20zł i 2zł (2011)
- Powstania Śląskie 2zł (2011)
- Polskie Kluby Piłkarskie – Polonia Warszawa 2zł (2011)
- Polacy ratujący Żydów – rodzina Ulmów, Kowalskich, Baranków 2zł (2012)
- Polskie okręty – Fregata rakietowa Gen. K. Pułaski 2zł (2013)
- Polskie okręty – Okręt transportowo-minowy Lublin 2zł (2013)
- Polskie okręty – Niszczyciel rakietowy Warszawa 2zł (2013)
- Polskie okręty – Kuter rakietowy Gdynia 2zł (2013)
- 200. rocznica śmierci księcia Józefa Poniatowskiego 2zł (2013)
- Zwierzęta Świata – pszczoła miodna (Apis mellifera) 20zł (2015)
- Centralny Okręg Przemysłowy 5zł (2017)
- Kopiec Wyzwolenia 5zł (2019)
- Polskie Termopile – Węgrów 20zł (2020)

## Banknot Kolekcjonerski NBP
- 200. rocznica urodzin Fryderyka Chopina 20zł (2010)